# Phyllidiopsis papilligera
Ceratophyllidia papilligera (базионим — Phyllidiopsis papilligera) — вид морских голожаберных моллюсков.

## Описание
Длина — 30 мм. Форма тела — овальная. Дышит всей поверхностью тела, жабры отсутствуют. Окраска — белая с круглыми серыми пятнами, которые окружены чёрными полосками. Верхняя поверхность тела покрыта коническими бугорками.

## Ареал
Был открыт в 1981-м году на дне Карибского моря у полуострова Флорида. В 1998 году был обнаружен у Панамского перешейка. В 1999 году был найден недалеко на юг от первого места поимки. В 2006 году обнаружился на севере от того места. В 2007 году обнаружился у восточной части острова Гаити. В 2013 году нашёлся у берегов Гондураса. В 2014 году — у Ямайки. В 2015 году — у полуострова Юкатан. В 2016 году — снова у западного Гаити. В 2019 году — у Юкатана и южного Гаити.

## Среда обитания
Минимальная глубина — 2 м. Максимальная глубина — 185 м.